# Krasne (Skadowsk)
Krasne (ukrainisch Красне; russisch Красное Krasnoje) ist ein am Schwarzen Meer gelegenes Dorf im Süden der ukrainischen Oblast Cherson mit etwa 3000 Einwohnern.
Das 1806 gegründete Dorf liegt 12 km westlich vom Rajonzentrum Skadowsk am Ufer der Dscharylhatsch-Bucht, dem Nordteil der Karkinitska-Bucht, einem Ramsar-Gebiete in der Ukraine. Die Oblasthauptstadt Cherson liegt etwa 100 km nördlich des Dorfes.
Am 12. Juni 2020 wurde das Dorf ein Teil der neugegründeten Stadtgemeinde Skadowsk, bis dahin bildete es zusammen mit der Ansiedlung Stepne (Степне) die gleichnamige Landratsgemeinde Krasne (Красненська сільська рада/Krasnenska silska rada) im Südwesten des Rajons Skadowsk.